# Ув'язнення
Ув'язнення (англ. imprisonment через фр. emprisonner, родом з prensio, «затримувати», від prehendere, prendere, «захоплення») в праві — це особливий стан ув'язнення або обмеження в інституційних умовах, таких як в'язниця. Суди Сполучених Штатів Америки, включаючи Верховний суд США, визнали, що мінімальний термін у випадку невизначеного вироку, який був фактично накладений судом, є офіційним терміном ув'язнення. Іншими словами, будь-який «вуличний час» (тобто, випробувальний строк, умовно-дострокове звільнення, або випуск під наглядом), який був наказаний судом як частина невизначеного вироку відповідача не є строком позбавлення волі. 
Тюремне ув'язнення в інших контекстах — це обмеження свободи особи за будь-яку причину, чи то за владою уряду, або особою, яка діє без такого повноваження. В останньому випадку це називається «фальшивим ув'язненням». Ув'язнення не обов'язково означає місце ув'язнення, але може бути здійснене будь-яким використанням або проявом сили, законно або незаконно. Люди стають ув'язненими, де б вони не були, лише словом або дотиком належним чином уповноваженої посадової особи, спрямованої на цю мету.